# اسکار فریده
اسکار فریده (انگلیسی: Oscar Friede; ۱۴ ژوئیهٔ ۱۸۸۱ – ۱۴ فوریهٔ ۱۹۴۳) ورزشکار اهل ایالات متحده آمریکا بود.